# 東北角自行車道
東北角自行車道為新北市自行車道的一部分，是以新北市貢寮區福隆為中心，分為往宜蘭縣頭城鎮石城的舊草嶺隧道自行車道，與往新北市貢寮區鹽寮的東北角龍門自行車道，全長約34公里。

## 簡介

### 舊草嶺隧道自行車道
福隆車站與石城之間的自行車道，約10公里，繞東北角海岸線，經福隆海水浴場、萊萊海蝕平臺、四角窟觀景區、三貂角、卯澳漁村至石城觀景區，再繞舊草嶺隧道回至福隆車站的環狀線。舊草嶺隧道整修成自行車道，於2008年8月10日重新開放，需注意時間舊草嶺隧道開放時間為每天早上8:30至下午5:00。

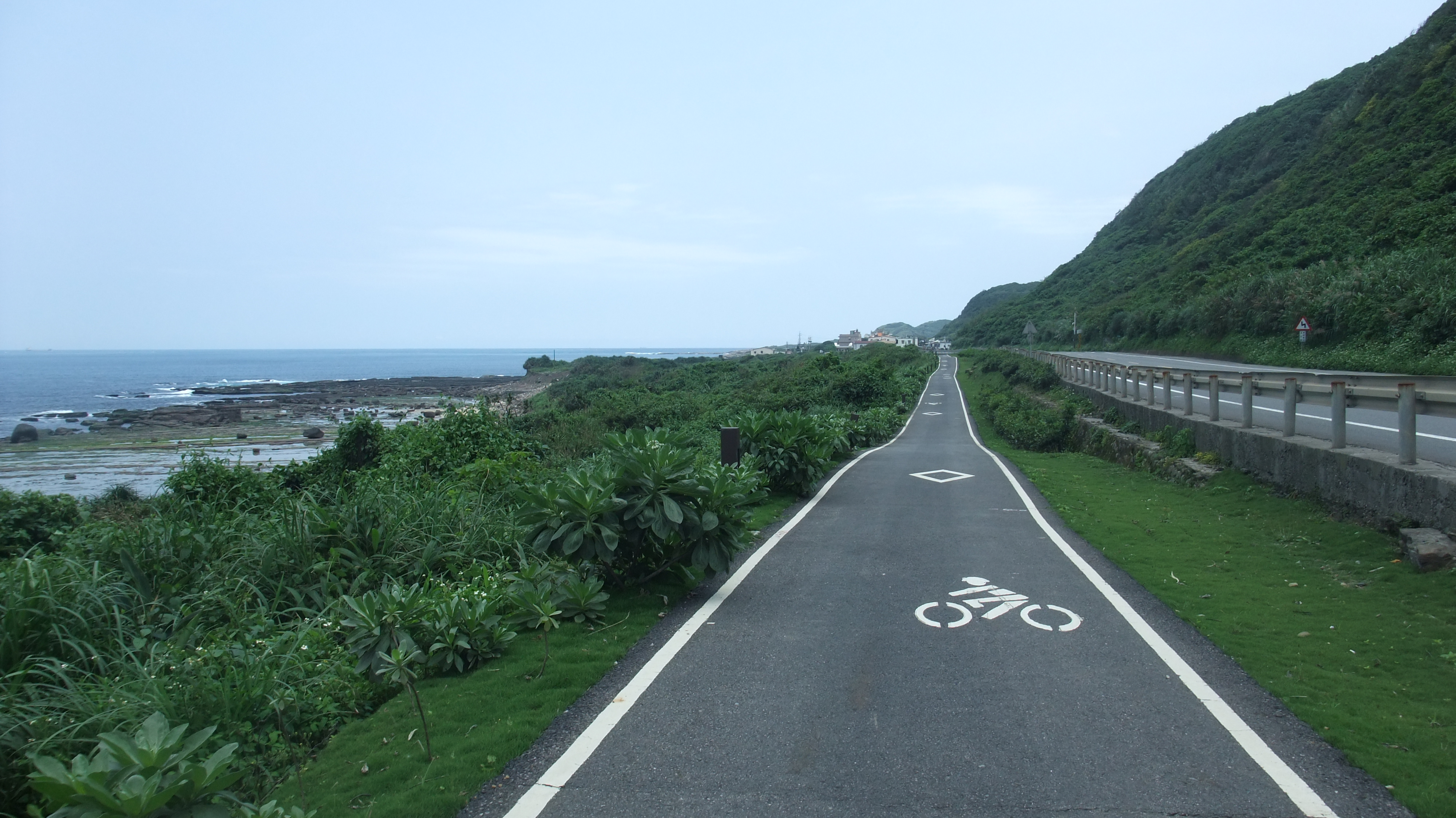
海岸
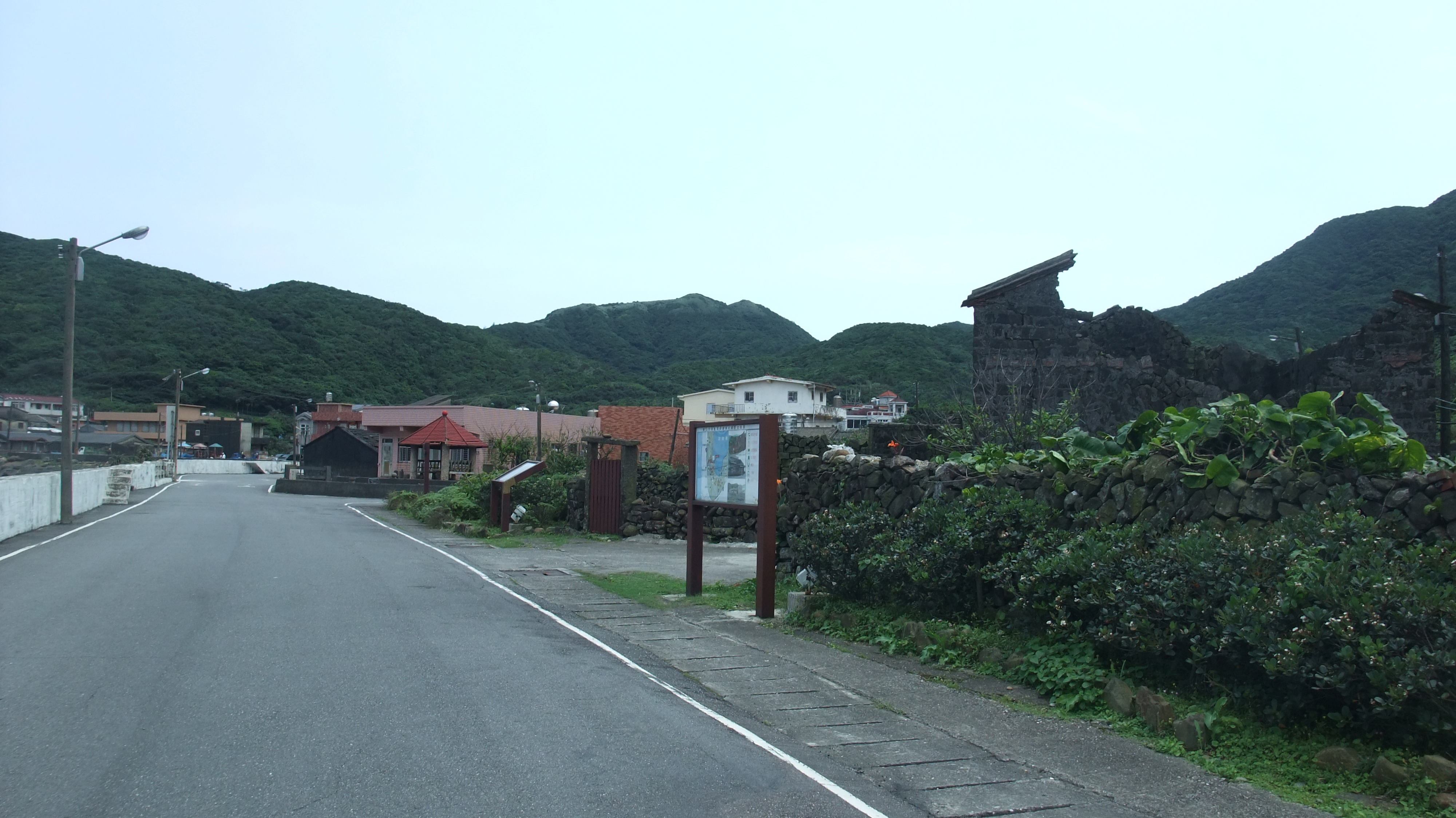
卯澳漁村、吳家樓仔厝（石頭厝）、利洋宮
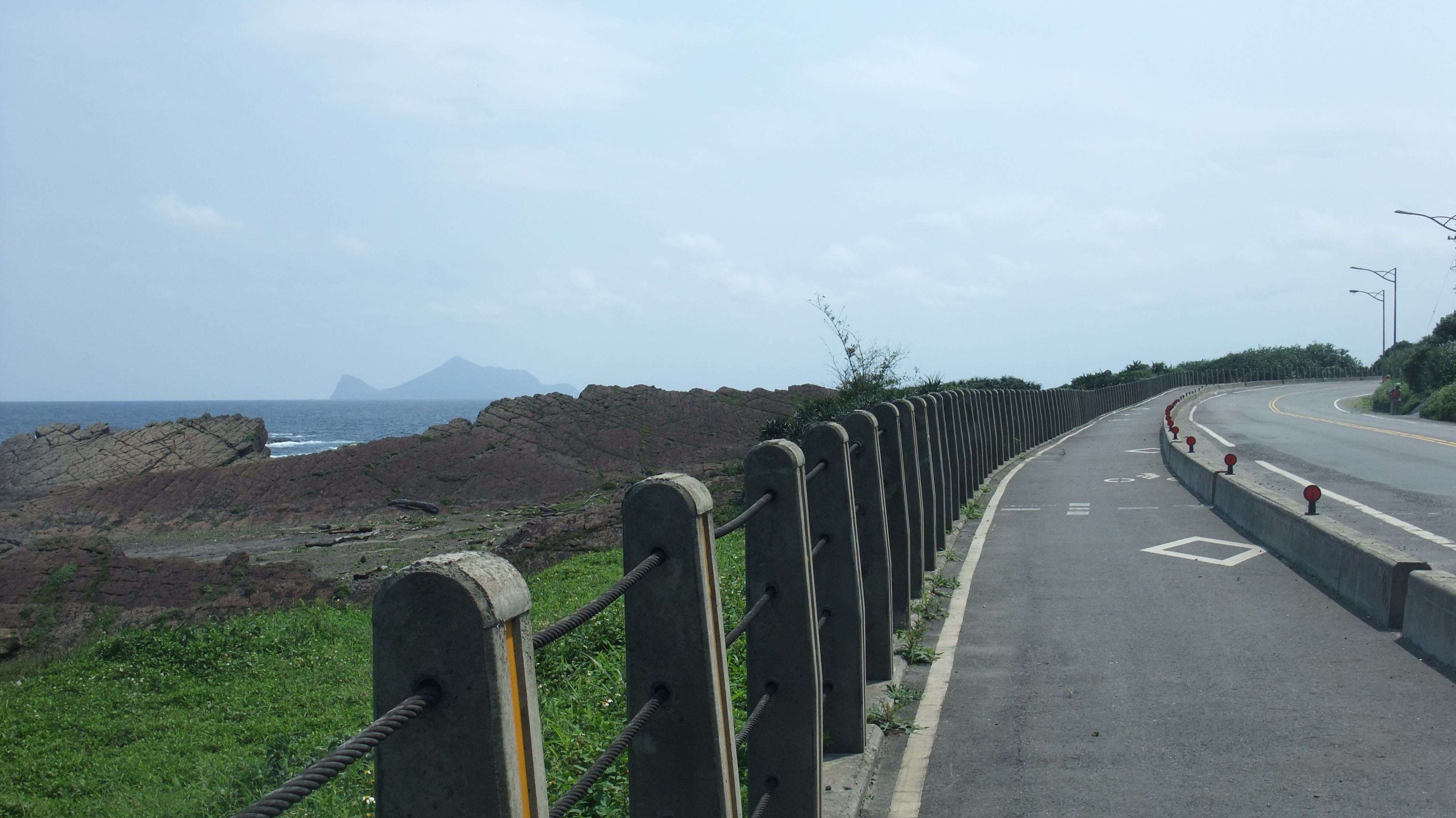
龜山島
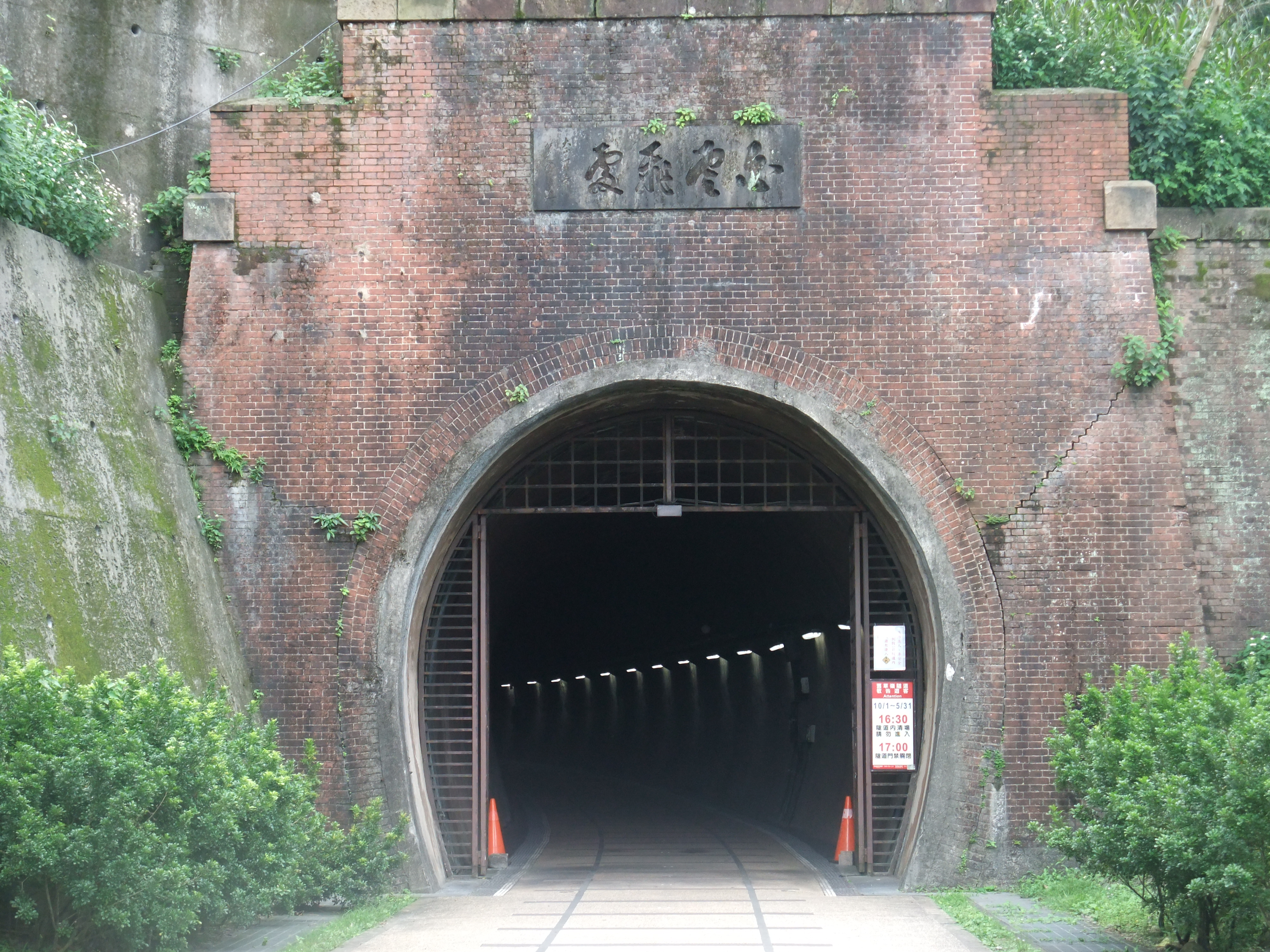
舊草嶺隧道

### 東北角龍門自行車道
福隆車站經龍門露營區、龍門吊橋、鹽寮溪到核四廠附近的鹽寮海濱公園的自行車道，約7公里，途中會經過交通繁忙的台2線濱海公路，騎乘時要特別注意安全，途中有濱海及林道兩條。

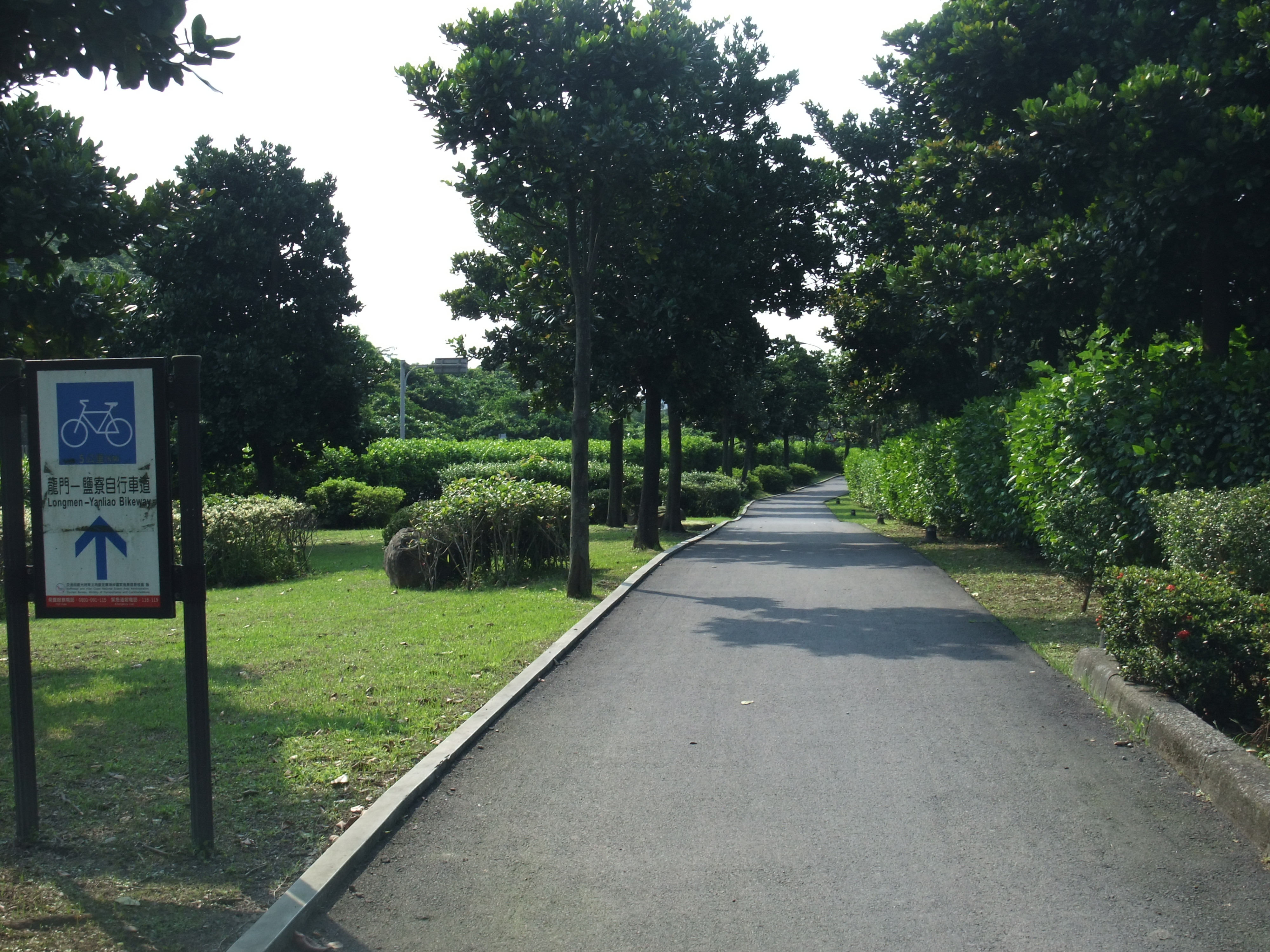
起點
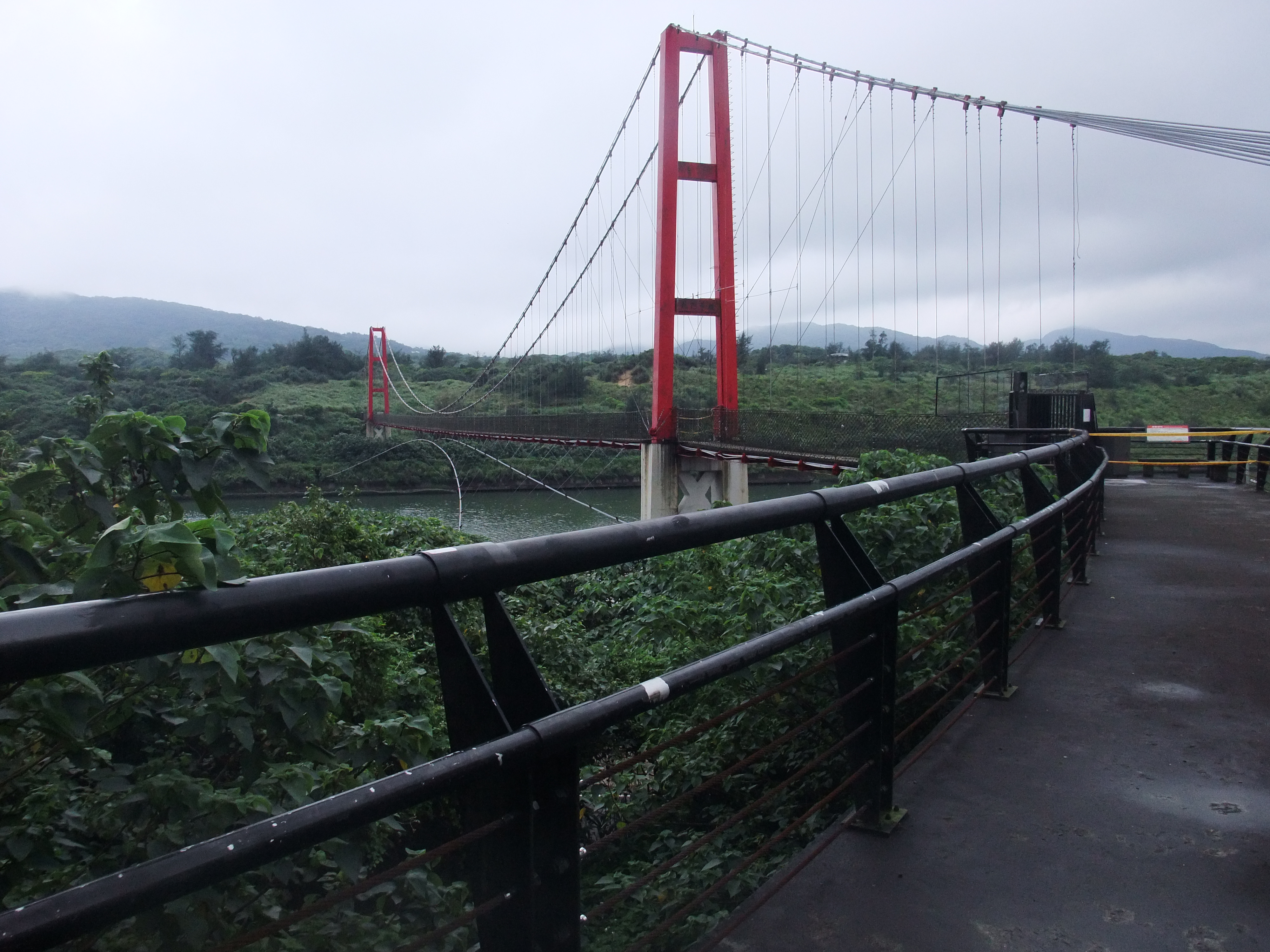
龍門吊橋
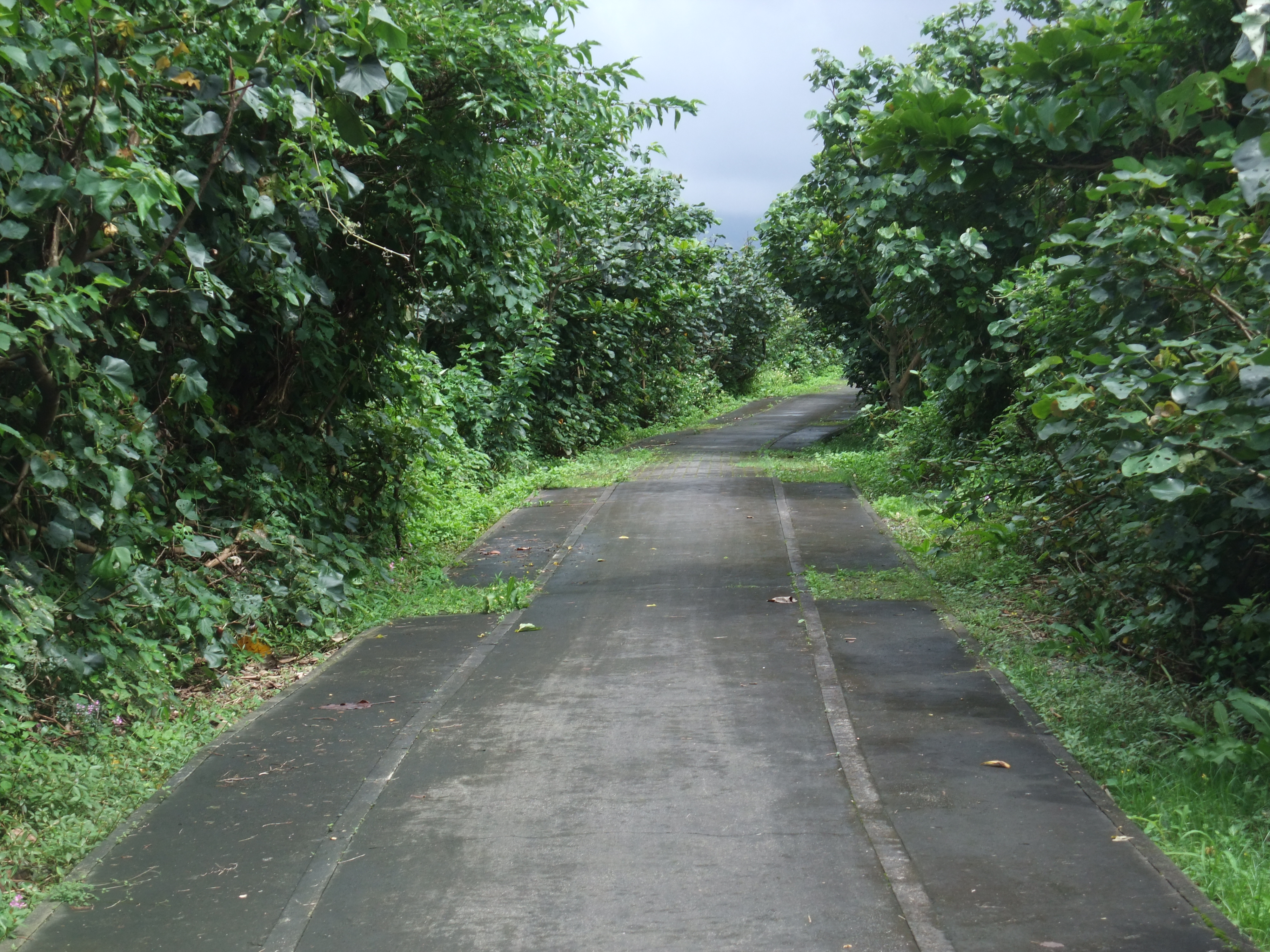
林道
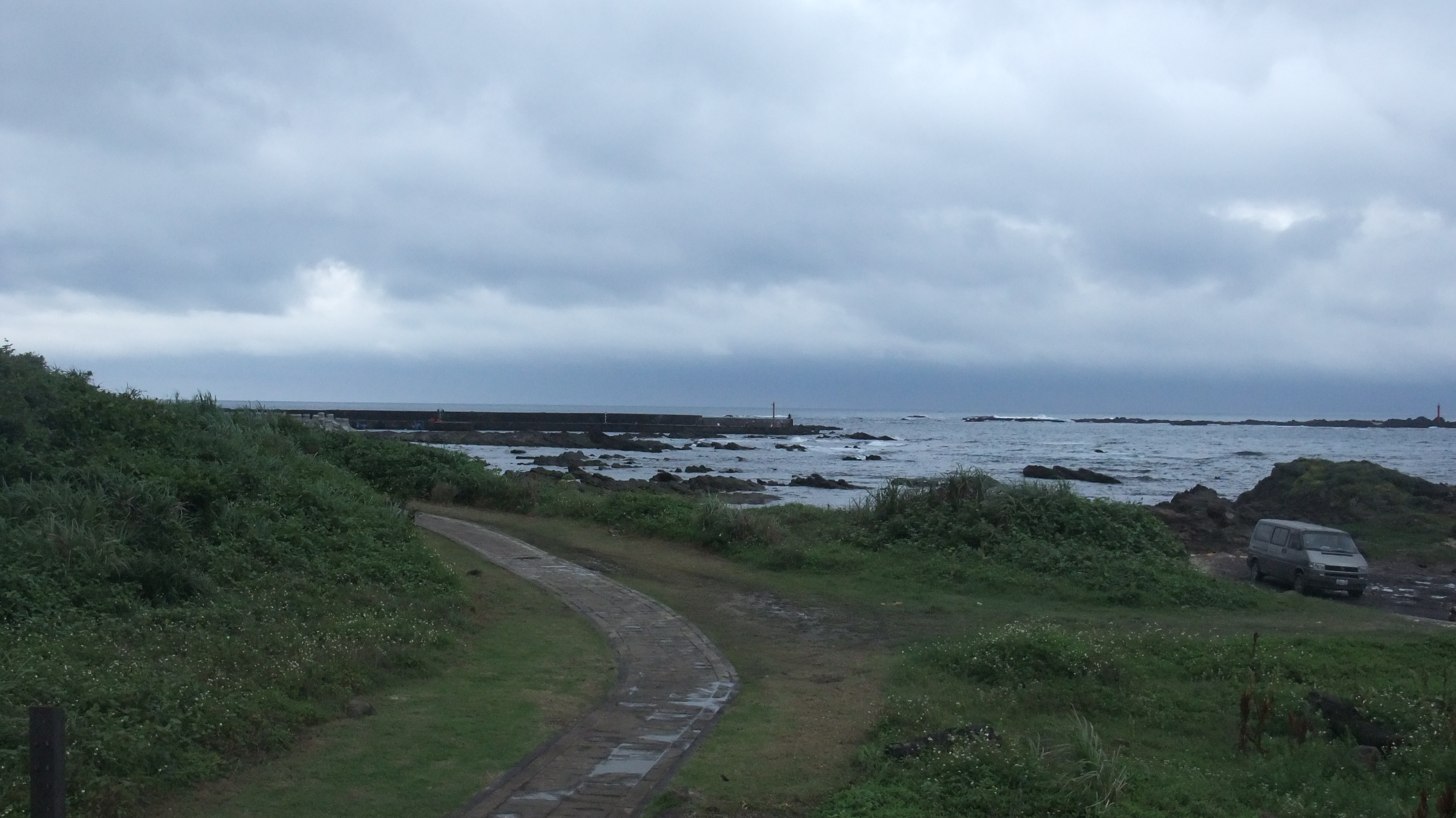
鹽寮